# Gallische Gruppe
Die Gallische Gruppe ist eine Gruppe von prograden irregulären Monden des Planeten Saturn, die sich auf ähnlichen Bahnen bewegen.

Die irregulären Monde des Saturn

Die große Halbachsen ihrer Bahnen verlaufen dabei zwischen 16,2 und 18,0 Millionen km. Die Bahnen weisen Exzentrizitäten zwischen 0,469 und 0,531 sowie Inklinationen (Bahnneigungen) zwischen 33,8° und 35,0° auf, wobei die Monde sich prograd, d. h. in der Rotationsrichtung des Planeten, um den Saturn bewegen.
Die sieben Mitglieder der Gruppe sind (mit zunehmendem Abstand von Saturn): (Stand: 14. Juni 2023)
- Albiorix
- Bebhionn
- Erriapus
- Tarvos
- S/2004 S 24
- S/2006 S 12
- S/2007 S 8

Die Monde der Gallischen Gruppe werden von der Internationalen Astronomischen Union (IAU) nach Gestalten aus der keltischen Mythologie benannt.